# Anelaphus eximium
Anelaphus eximium là một loài bọ cánh cứng trong họ Cerambycidae.